# Adlan Varaev
Adlan Varaev (n. 2 ianuarie 1962, Sadovoe⁠(d), Proletarskoe⁠(d), RSFS Rusă, URSS – d. 4 mai 2016, Cecenia, Rusia) a fost un luptător sovietic, medaliat olimpic. A participat la o ediție a Jocurilor Olimpice (1988) în care a câștigat o medalie de argint.

## Participări
Lista de mai jos prezintă principalele competiții la care a participat Adlan Varaev de-a lungul carierei.
- wrestling at the 1988 Summer Olympics – men's freestyle 74 kg[*]